# Liste der Funitels
Das Funitel ist ein Seilbahnsystem für kuppelbare Einseilumlaufbahnen mit zwei parallel geführten Förderseilen. Die folgende Liste der Funitels enthält alle Funitels sowie einige technische Daten.
Bei den sogenannten „JigBack“-Funitels handelt es sich um Gruppenpendelbahnen, welche zwei Förderseile nutzen.
| Land         | Name                       | Ort                  | Personen pro Kabine | Hersteller        | Anmerkungen                        |
| ------------ | -------------------------- | -------------------- | ------------------- | ----------------- | ---------------------------------- |
| Japan        | Hashikurasan Ropeway       | Miyoshi (Tokushima)  | 32                  | Nippon Cable      | JigBack-Funitel                    |
| Japan        | Hakone-Seilbahn            | Hakone (Kanagawa)    | 18                  | Nippon Cable      | 2 Sektionen                        |
| Japan        | Zao-Seilbahn               | Yamagata (Yamagata)  | 18                  | Nippon Cable      |                                    |
| Japan        | Tanigawadake-Seilbahn      | Minakami (Gunma)     | 22                  | CWA Constructions |                                    |
| Griechenland | Mont Parnes                | Athen                | 20                  | Doppelmayr        |                                    |
| Slowakei     | Autoseilbahn Bratislava    | Bratislava           | 1 Auto              | Doppelmayr        | Autotransport innerhalb des Werkes |
| Slowakei     | Peiehyba - Chopok          | Liptovský Mikuláš    | 24                  | Doppelmayr        |                                    |
| Schweiz      | Funispace Les Attelas      | Verbier              | 30                  | Garaventa         | Mit Bergebahn zur Evakuierung      |
| Schweiz      | Plaine Morte               | Crans-Montana        | 30                  | Garaventa         | Mit Bergebahn zur Evakuierung      |
| Kanada       | Mont Morency               | Beauport, Quebec     | 40                  | Doppelmayr        | JigBack-Funitel                    |
| Andorra      | Funicamp                   | Encamp               | 24                  | Doppelmayr        | 2 Sektionen                        |
| Frankreich   | Marmottes 3                | Alpe d’Huez          | 33                  | Doppelmayr        | JigBack-Funitel                    |
| Frankreich   | Funiplagne Grande Rochette | La Plagne            | 26                  | Doppelmayr        |                                    |
| Frankreich   | Peclet                     | Val Thorens          | 24                  | Creissels         |                                    |
| Frankreich   | Grand Fond                 | Val Thorens          | 33                  | Poma              |                                    |
| Frankreich   | 3 Vallees                  | Val Thorens          | 33                  | Poma              | JigBack-Funitel                    |
| Frankreich   | Funitel de Thorens         | Val Thorens          | 40                  | Bartholet         | JigBack-Funitel                    |
| Frankreich   | Perdrix                    | Super Besse          | 20                  | Poma              |                                    |
| Österreich   | Galzigbahn                 | St. Anton am Arlberg | 24                  | Doppelmayr        | Talstation mit "Riesenrädern"      |
| Österreich   | Silvrettabahn              | Ischgl               | 24                  | Doppelmayr        | 2 Sektionen                        |
| Österreich   | Gletscherbus               | Tux (Tirol)          | 24                  | Doppelmayr        | 3 Sektionen                        |
| Österreich   | Gletscherjet 1             | Kaprun               | 24                  | Doppelmayr        |                                    |
| USA          | Gold Coast-Seilbahn        | Squaw Valley         | 28                  | Doppelmayr        |                                    |